# Несшё
Не́сшё (швед. Nässjö) — город в Швеции, административный центр коммуны Несшё лена Йёнчёпинг.
Население — 16 463 жителя.
Расположен в 40 км к юго-востоку от Йёнчёпинга. Является крупным узлом на железнодорожной ветке Стокгольм—Мальмё. Бо́льшая часть городского населения занята в промышленном производстве и на железнодорожном транспорте.

## История
Несшё возник в 60-х годах XIX века как железнодорожный узел и в 1914 году получил статус города. Впоследствии являлся одним из главных центров по производству шведской мебели.
В феврале 2013 года в городе прошёл чемпионат мира по хоккею с мячом среди девушек не старше 17 лет, 1-3 ноября 2013 в городе прошёл Кубок мира по хоккею с мячом среди девушек не старше 17 лет 2013, 31 октября-2 ноября 2014 пройдёт Кубок мира по хоккею с мячом среди девушек не старше 17 лет 2014.

## Известные уроженцы, жители
Лагерквист, Клас-Ингвар (род. 17 ноября 1944, Несшё, Йёнчёпинг) — шведский астроном, первооткрыватель комет и астероидов, сотрудник Уппсальской астрономической обсерватории.

## Достопримечательности
В Несшё располагается музей железнодорожного транспорта (Nässjö Järnvägsmuseum). 

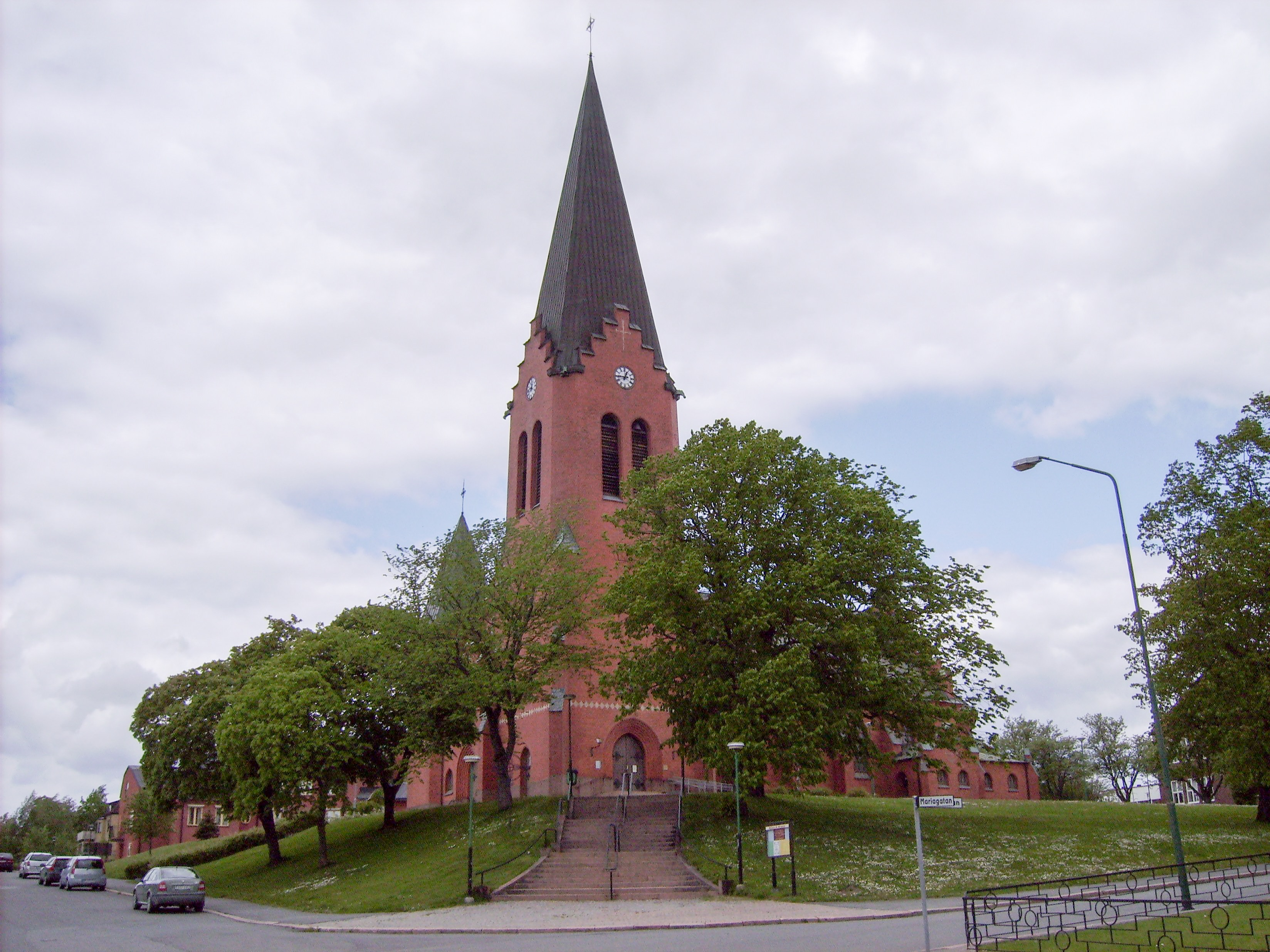
Несшёская церковь